# HMS Repulse (1780)
HMS Repulse (1780) — 64-пушечный линейный корабль третьего ранга. Четвёртый корабль Королевского флота под таким названием.
Принадлежал к типу Intrepid, строившемуся по послевоенной программе 1765 года. Спущен на воду в 1780 году. Вторую часть службы провёл в Канале.
10 марта 1800 года был снесён штормом и сел на риф в Бискайском заливе, в районе островов Гленан (примерно на полпути между Брестом и Лорианом). Большинство уцелевших выбрались на скалы, откуда были сняты французами и попали в плен. Первый лейтенант Ротерсей (англ. Rothersey) и ещё 11 человек команды сошли в большой катер и под парусами проделали путь до Джерси, куда прибыли 16 марта.